# Justice (periódico)
Justice fue el periódico semanal de la Federación Socialdemócrata (SDF) del Reino Unido.

## Historia
La SDF tuvo como nombre el de Federación Democrática hasta 1884. Con el cambio de denominación la organización lanzó el periódico.
El periódico fue editado inicialmente por C. L. Fitzgerald, y posteriormente por Henry Hyndman, Henry Hide Champion, Ernest Belfort Bax; más tarde por Harry Quelch durante muchos años, y finalmente Henry W. Lee. Intentaba presentar ideas cultas en un formato serio, presentando trabajos de William Morris, Piotr Kropotkin, Edward Aveling y Alfred Russel Wallace.
Tras la conversión de la SDF en el Partido Socialista Británico en 1911, Justice continuó como semanario de dicho partido, pero en 1916, el grupo organizado en torno al periódico se escindió para formar el Partido Socialista Nacional. El periódico se convirtió entonces en órgano del nuevo partido, que muy pronto se afilió al Partido Laborista y recuperó el nombre de Federación Socialdemócrata. En 1925, Justice fue renombrado The Social Democrat y pasó a ser mensual. Fue editado por William Sampson Cluse hasta su desaparición en 1933.

## Editores
1884: C. L. Fitzgerald
1884: Henry Hyndman
1886: Harry Quelch
1889: Henry Hyndman
1891: Harry Quelch
1913: Henry W. Lee
1923: Tom Kennedy
1929: Walton Newbold
1931: William Sampson Cluse